# Bitva o Eniwetok
Bitva o Eniwetok byla vojenská operace války v Tichomoří vedená Spojenými státy americkými proti atolu Eniwetok v Marshallově souostroví v Pacifiku v roce 1944. Krycí název útoku na tuto základnu Japonského císařství byl operace Catchpole a spočívala v obsazení tří hlavních ostrovů atolu – Eniwetok, Engebi a Parry. Na těchto ostrovech se nacházelo celkem 3500 Japonců, Korejců a Okinawců pod velením generálmajora Jišima Nišidy. Ten nechal na všech jmenovaných ostrovech vybudovat obranná zařízení, rozmístit děla a na Eniwetoku dokonce začali pokládat miny. Nebyl však čas všechno dokončit, a tak se museli bránit s tím, co měli.
Na straně Američanů byl velitelem Harry W. Hill, který před několika dny se svými muži ukončil operaci proti atolu Majuro v rámci operace Flintlock. K útoku bylo připraveno 8000 mužů pod vedením brigádního generála Thomase E. Watsona, lodě určené k palebné podpoře a skupina tří doprovodných letadlových lodí.
Před samotnou operací Catchpole musela však museli Američané vyřešit problém s japonskými letouny na letištích v Marshallově souostroví a na atolu Truk. Byla provedena řada náletů trvající několik dní. Celá operace byla současně podporována operacemi bitevních lodí a dostala název operace Hailstone.

## Útok na Engebi
Dne 17. února se americké síly přiblížily k atolu a vpluly do jeho laguny. Výsadková plavidla tzv. Širokým vjezdem mezi ostrovy Eniwetok a Igurin, který musel být před proplutím odminován, a plavidla určená k palebné podpoře poté hlubokým vjezdem. Hluboký vjezd se nachází mezi ostrovy Parry a Japtan a lodě musí proplouvat v bezprostřední blízkosti ostrovů obsazených Japonci. Ti se však neozvali a vše proběhlo podle plánu. Američané potřebovali vplout do laguny, jelikož zde panovaly lepší podmínky pro vylodění než na straně oceánské.

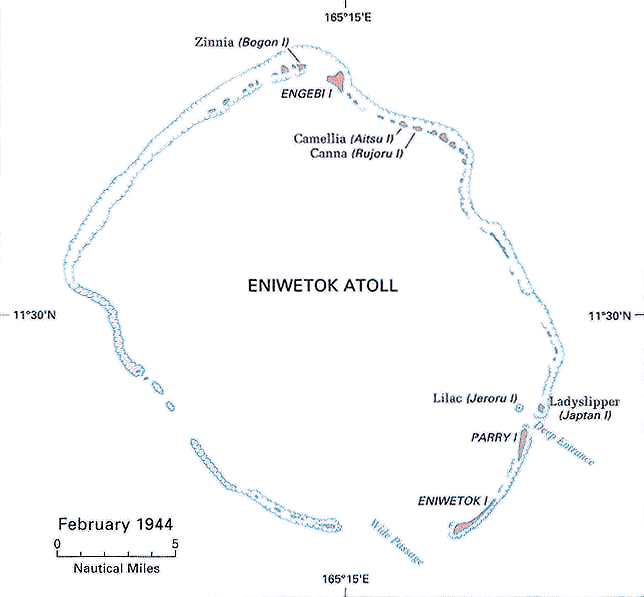
Mapa atolu Eniwetok

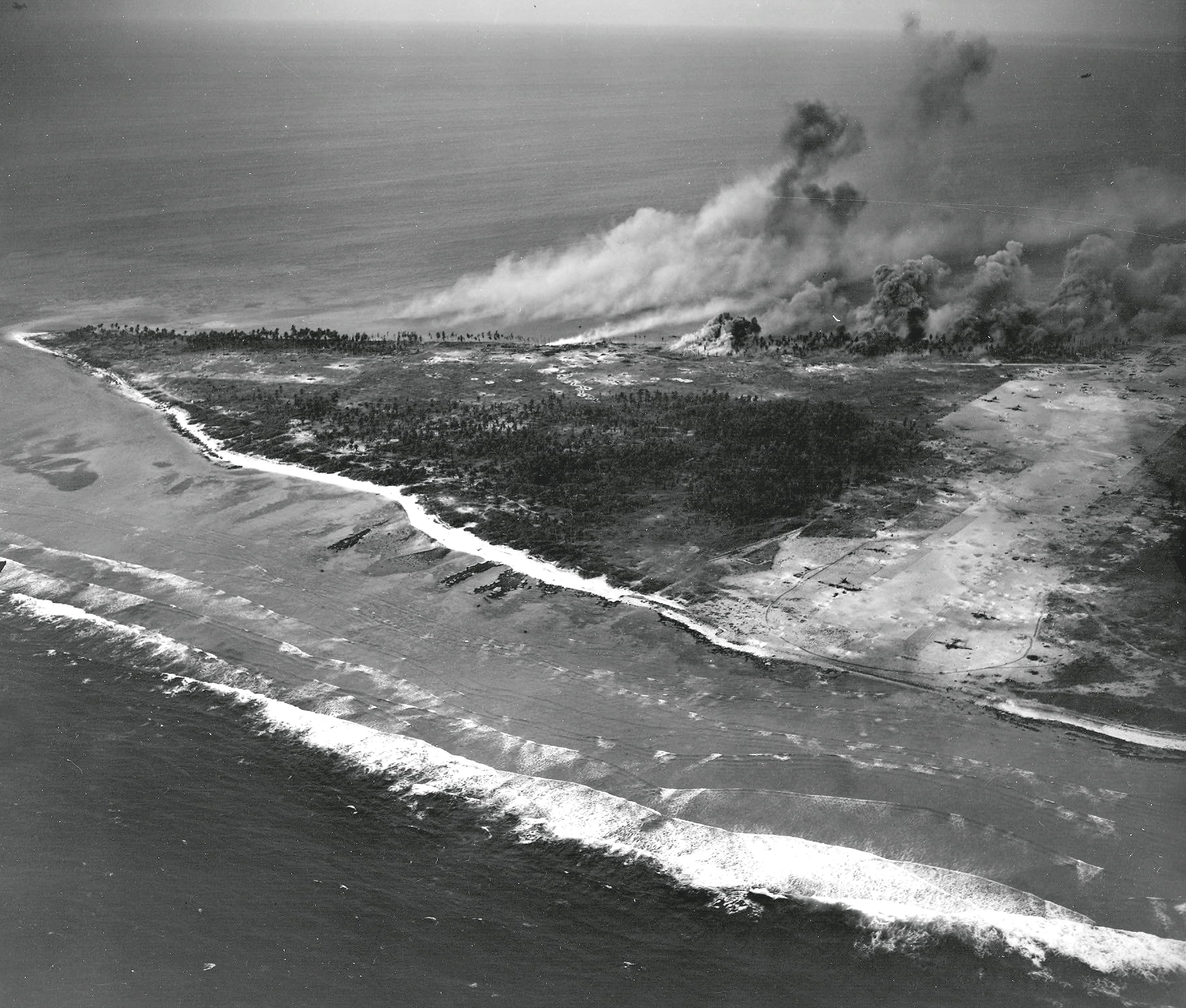
Ostrov Engebi během amerického bombardování

Poté, co lodě úspěšně vpluly do laguny, zahájily ostřelování ostrova Engebi, který měl být obsazen jako první, neboť měl pro Američany největší význam, kvůli letištní dráze. Před samotným útokem měly být obsazeny dva menší ostrůvky Camellia a Canna, ležící východně od Engebi. Na ně chtěli útočníci umístit děla k podpoře vylodění. Kvůli chybám v navigaci a špatné organizaci vykládky děl byli na místě vyměněni někteří velitelé. Nakonec dvanáct 75mm a dvanáct 105mm děl skončilo na určených místech a současně byl obsazen i ostrůvek Zinnia západně od Engebi. Tím byl Engebi obklíčen a nepřátelé neměli šanci uprchnout na jiné ostrovy.
V 7:00 následujícího dne započala děla na Canně a Camellii palebnou přípravu, přerušenou pouze na krátký čas, kdy proběhl nálet palubních letounů. O necelé dvě hodiny později se na pláže Bílá 1 a Modrá 3 vylodili příslušníci 1. a 2. praporu 22. pluku námořní pěchoty. Do půl jedenácté dopoledne se na ostrově vylodilo 3 500 vojáků, ovšem japonská obrana již v tu dobu neexistovala. Zhroutila se už v prvních hodinách a pro 1. a 2. prapor nebyl velký problém zbytek ostrova obsadit. Odpor kladly pouze malé skupiny Japonců, bojující na vlastní pěst ve spletité síti zákopů, bunkrů a tunelů. Ve tři hodiny odpoledne brigádní generál Watson oznámil, že ostrov je dobyt, ale Japonci nebyli zabiti všichni. Ti, kteří přežili, se ukryli a v noci napadali postavení Američanů, kteří ovšem většinou odolali. Další den, 19. února, ženisté vyzbrojení plamenomety a trhavinami systematicky prošli celý ostrov a zlikvidovali poslední japonské vojáky na ostrově. Z posádky 1200 mužů jich nakonec zbylo jen 19, ztráty Američanů činily 85 mrtvých.

## Útok na Eniwetok
Američané dlouho předpokládali, že Eniwetok ani Parry nejsou obsazeny japonskou posádkou. Je až neuvěřitelné, jak se Japoncům dařilo skrývat se před zraky pozorovacích letounů i posádkám lodí, které proplouvaly těsně podél pobřeží. Nakonec se to Američané dozvěděli z plánů nalezených na Engebi. Kdyby se to nestalo, mohli by za to velmi draze zaplatit. Bylo kvůli tomu upuštěno od plánu vylodit se na obou ostrovech zároveň a místo toho se nejdřív vrhly všechny síly proti Eniwetoku a až poté proti Parry. Problém nastal s palebnou přípravou, která nebyla natolik důkladná, jelikož se nevědělo o vojácích, kteří se na ostrově nalézali. Kontradmirál Hill se to rozhodl změnit, proto na ostrov dopadlo dvakrát více granátů, než se původně plánovalo. K útoku mělo dojít ráno 19. února na plážích Žlutá 1 a 2.

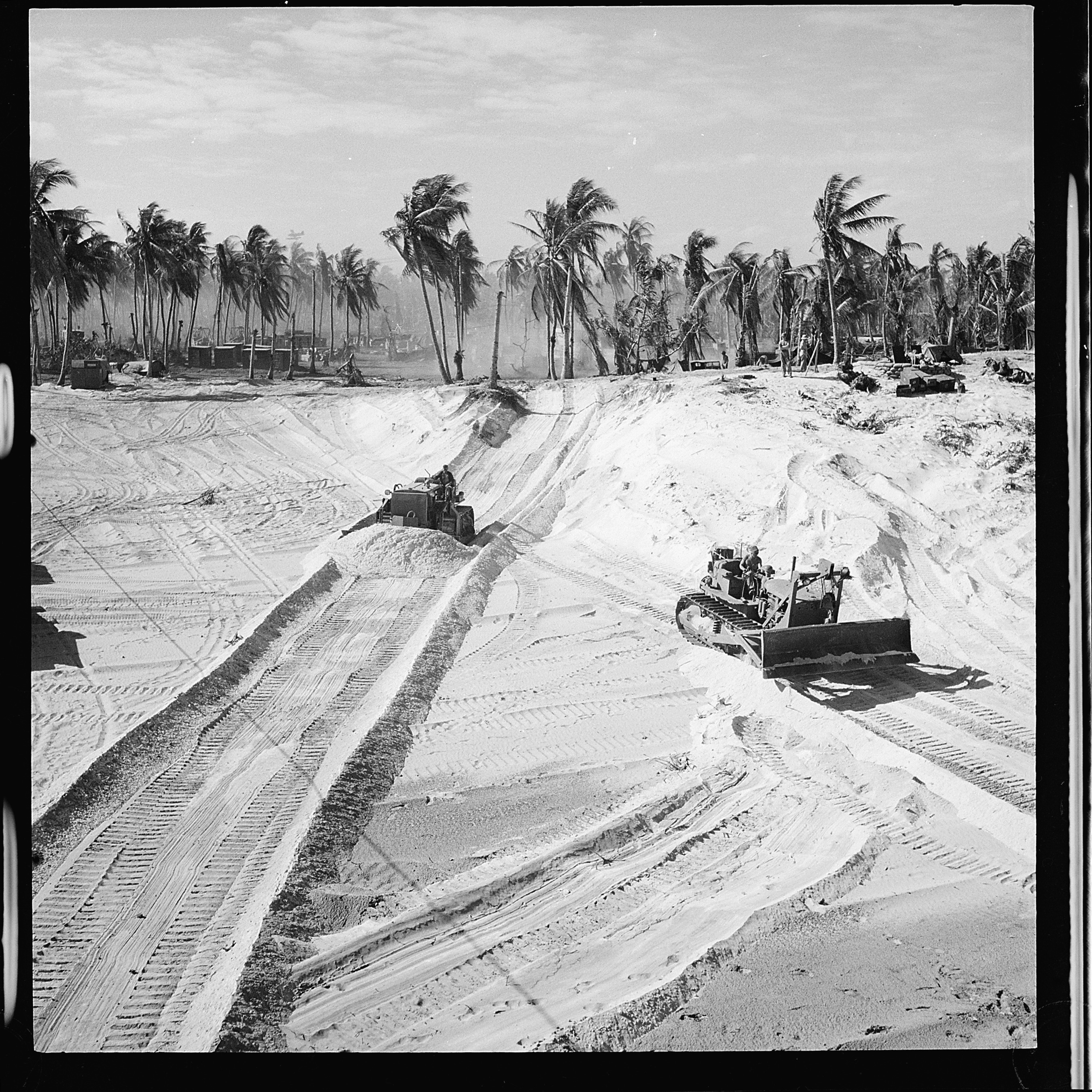
Stavba letiště po dobytí Eniwetoku

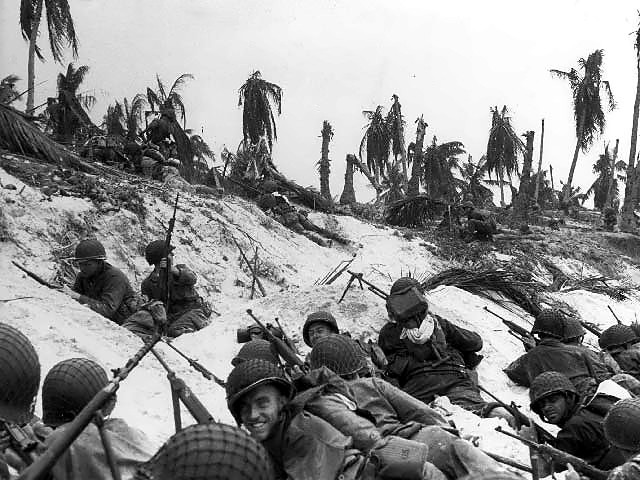
Pěšáci se vyloďují na Eniwetoku

Tak tomu skutečně bylo. V 9:15 se na pláži Žlutá 1 vylodil 3. prapor 106. pěšího pluku a na pláži Žlutá 2 1. prapor 22. pluku námořní pěchoty. Na vylodění se podílely i tanky, které se ovšem zasekly necelých 200 metrů od pobřeží. V cestě jim stála hráz zbudovaná Japonci a pěchota, která ztratila podporu těžké techniky, znejistěla a postup se zastavil. Co se však nezastavilo, bylo vyloďování dalších jednotek, což mělo za následek zmatek ve vyloďovacím prostoru. Generál Watson, znepokojen situací, rozkázal veliteli 106. pluku, aby okamžitě opustil místo vylodění a obnovil postup. Během hodiny se situace zlepšila a 1. i 3. prapor zahájily postup do vnitrozemí. Zdržení ovšem dalo Japoncům čas znovu se zorganizovat a ti se příležitosti chopili. Na území 1. praporu jich dokonce na 400 vyrazilo k protiútoku. Nakonec byli rozprášeni, ale velitel 106. pluku si byl vědom faktu, že s dvěma prapory nemůže zvítězit, proto byl do akce povolán záložní 3. prapor. Ten podporoval útočné snažení na úseku 1. praporu od tří hodin odpoledne. Japonci se však bránili a jejich postavení odolávala.
Pomalý odpolední postup přivedl velitele 106. pluku k nápadu pokračovat i za tmy. Nechtěl dát Japoncům šanci využít noční tmy, a proto nařídil pokračovat v postupu, a bude-li to třeba, osvětlovat bojiště světlicemi. To se nezdálo jednak veliteli skupiny lehkých tanků, který z obav o životy osádek nařídil, aby se na noc stáhly z přední linie, jednak veliteli 3. praporu, který jednoduše nařídil svým mužům vybudovat na noc obranné pozice. Vpřed tak postupoval pouze 1. prapor 106. pluku námořní pěchoty. Proto ráno neexistovala žádná souvislá linie. Toho využili Japonci k protiútoku. Mezerou v obraně vpadli Američanům do týla. Ti se nakonec ubránili, do boje byli posláni radisté, písaři a příslušníci štábu, kteří zdržovali Japonce do příchodu vojáků. Jakmile byla tato krize zažehnána, všechny prapory pokračovaly v postupu. Nebylo to snadné, Američané měli velký problém s velením na nižších úrovních, které v krizových chvílích selhávalo, a kvalita výcviku také nebyla nijak vysoká. Ostrov byl obsazen až nazítří, 21. února v 16:30.

## Útok na Parry
K dokončení operace Catchpole zbývalo dobýt poslední ostrov – Parry. Stejně jako na Eniwetoku se i zde Japonci pokoušeli ukrýt před zraky Američanů a opravdu se jim to dařilo. Kdyby nebyly objeveny mapy a dokumenty během vylodění na Engebi, nikdo by nepoznal, že na ostrově se nachází 1400 mužů i s velitelem atolu Nišidou. K útoku na Parry byl určen 1. a 2. prapor 22. pluku námořní pěchoty, do bojové pohotovosti ovšem byly uvedeny i záložní jednotky, protože velitelé se obávali toho, že se situace zkomplikuje jako na předchozích ostrovech. Tyto obavy byly i důvodem silné palebné přípravy celé operace, která zahrnovala útoky palubních letounů, ostřelování z hlavní bitevních lodí a pozemním dělostřelectvem vyloděným na Japtanu a poté i na dobytém Eniwetoku.
Útok začal ráno 22. února. Hned na úvod došlo k nepříjemné události. Během dělostřeleckého bombardování se okolo ostrova vznesla oblaka prachu, přes něž nebylo ostrov téměř možné spatřit. Za těchto podmínek se blížily ke břehu obojživelné traktory s vojáky na palubě. Pozorovatel, který kroužil nad ostrovem v letounu, měl vydat příkaz k zastavení palby ve chvíli, kdy budou vojáci blízko k pobřeží, ale přes oblaka prachu a dýmu nebylo nic vidět. Protože rozkaz nebyl vydán, palba pokračovala, což mělo za následek, že dva traktory byly zasaženy střelami z torpédoborce Hailey, ostřelujícího ostrov. Jen o chvíli poté pozorovací letoun sestoupil příliš nízko a byl také zasažen jedním z granátů téhož torpédoborce. Jeho kapitán byl po bitvě postaven před soud, nakonec byl ale obžaloby zproštěn, jelikož po podrobném vyšetření incidentu došel kontradmirál Hill k závěru, že kapitán potřebnou opatrnost nezanedbal.

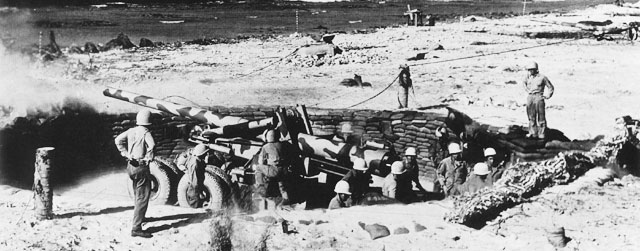
155mm houfnice odstřeluje japonská postavení na Parry

V devět hodin Američané dorazili na vyloďovací pláže. Plamenometčíci a demoliční oddíly systematicky likvidovali ohniska odporu a krátce po nich byly vyloděny i tanky. Situaci komplikovaly především protitankové miny, explodující už při tlaku 17 kg. Ty se staly osudnými velkému počtu pěšáků, kteří byli buď roztrháni, nebo vyvázli s těžkými zraněními. V deset hodin velitel Nišida navíc vytasil svoje eso. V zemi nechal zakopat několik tanků, které přežily bombardování, a teď po připravených rampách vyjely ven. Jediné štěstí bylo, že v tu dobu již byly na břehu americké shermany, které po krátkém souboji obrněnce vyřadily. Kdyby se japonské tanky ukázaly před vyloděním shermanů, znamenalo by to masakr bezmocných pěšáků ve vyloďovacím prostoru. Po tomto incidentu byl do boje nasazen i 3. prapor námořní pěchoty, který byl v záloze. Američané postupovali rychle a do půl sedmé večer bylo téměř dokonáno. Situace byla natolik jasná, že již v tu dobu bylo hlášeno dobytí ostrova. Následující den vojáci zlikvidovali poslední odpor na západní výspě ostrova a tím byla operace Catchpole ukončena.

## Po bitvě
Po této bitvě zůstalo na Marshallově souostroví ještě několik atolů a ostrovů se silnou japonskou posádkou. Byly to atoly Jaluit, Mili, Maleolap, Wojte a Nauru. Aby se zbytečně neplýtvalo životy vojáků, časem a válečným materiálem, bylo rozhodnuto, že budou izolovány a ponechány tak, jak jsou. Do konce dubna navíc Američané provedli 19 méně významných operací, aby obsadili ostrovy v těsné blízkosti jmenovaných japonských základen, aby bylo zajištěno, že Japonci neutečou. Vojáci na ostrovech doufali, že se jednou vrátí silné japonské loďstvo a vysvobodí je, a proto se ze všech sil snažili zachovat bojeschopnost. Žádné loďstvo nikdy nepřišlo, byl to jen jeden z mnoha výmyslů propagandy a Japonci na atolech hynuli po desítkách, ne-li stovkách. Konce války se jich dožilo jen málo a byli ve velmi špatném stavu.